# Серебрякова, Екатерина Борисовна
Екатери́на Бори́совна Серебряко́ва (фр. Catherine Serebriakoff; 28 июня 1913, Нескучное, Курская губерния — 26 августа 2014, Париж) — французская художница российского происхождения, младшая дочь Зинаиды Серебряковой.

## Биография
Екатерина Серебрякова родилась в семейном имении в селе Нескучное (Курская губерния).  В декабре 1917 года, в связи с начавшимися грабежами семей помещиков, семья Серебряковых переехала в Змиёв, затем, в начале 1918 года, в Харьков, где 21 марта 1919 года на съёмной квартире в доме № 25 по Конторской улице умер от сыпного тифа отец. В одиннадцатилетнем возрасте в 1924 году с братом переехала в Париж, где уже жила её мать. Во Франции она вместе со старшим братом Александром занималась изготовлением макетов интерьеров. Причём брат определял планы интерьеров, а Екатерина занималась мелкими деталями. Кроме того, она писала акварели пейзажей Франции, Швейцарии, Англии, а также акварели птиц, цветов и натюрмортов. После смерти матери она стала основателем Фонда Зинаиды Серебряковой и его почётным президентом.
Скончалась 26 августа 2014 года в Париже, похоронена на русском кладбище в Сент-Женевьев-де-Буа.